# نورة بوحناش
نورة بوحناش هي باحثة وأكاديمية جزائرية، حاصلة على الدكتوراه من جامعة قسنطينة 1 -منتوري في قسنطينة في الجزائر.

## كتب
| الاسم                                                             | دار النشر                      | تاريخ النشر | عدد الصفحات | ردمك ISBN            | المصدر |
| ----------------------------------------------------------------- | ------------------------------ | ----------- | ----------- | -------------------- | ------ |
| إشكالية القيم في فلسفة برغسون                                     | الدار العربية للعلوم ناشرون    | 2009        | 303         | (ردمك 9789953878560) | [ 2 ]  |
| الشاطبي.. قراءة معاصرة لنص قديم                                   | جداول للنشر والترجمة والتوزيع  | 2011        | 207         |                      | [ 3 ]  |
| مقاصد الشريعة عند الشاطبي وتأصيل الأخلاق في الفكر العربي الإسلامي | منشورات ضفاف                   | 2012        | 1778        | (ردمك 9789947945230) | [ 4 ]  |
| الأخلاق والرهانات الإنسانية                                       | أفريقيا الشرق                  | 2013        | 318         | (ردمك 9789981258358) | [ 5 ]  |
| الأخلاق والحداثة                                                  | أفريقيا الشرق                  | 2013        | 229         | (ردمك 9789981258365) | [ 6 ]  |
| الاجتهاد وجدل الحداثة                                             | منشورات ضفاف، منشورات الاختلاف | 2016        | 288         | (ردمك 9786140242975) | [ 7 ]  |
| البيوإتيقا والفلسفة؛ من الإنسان الفائق إلى الإنسان المتزكي        | المؤسسة العربية للفكر والإبداع | 2018        | 412         | (ردمك 9786148025105) | [ 8 ]  |
| العلم وجدل القيمة في الفكر الغربي المعاصر                         | أفريقيا الشرق                  |             |             |                      | [ 9 ]  |